# Burg Reden
Die Burg Reden ist ein Rittergut und ehemalige Stammburg der Herren von Reden im Ortsteil Reden der Stadt Pattensen in der Region Hannover in Niedersachsen.

## Geschichte
Die Burg wurde um 1230 durch die Herren von Reden errichtet, denen das Gut heute noch gehört. In diesem Jahr vereinbarten drei Brüder von Reden mit Graf Ludolf von Hallermund, dass dieser zusätzlich zu dem bereits von den Brüdern errichteten, hölzernen Turm einen weiteren bauen und die Kosten für die Fertigstellung der Ummauerung tragen solle. Der Graf brach den Vertrag, so dass die Brüder den Bau auf eigene Kosten vollenden mussten. Die Burg scheint schon nach kurzer Existenz durch die Burg Koldingen abgelöst worden zu sein, denn um 1400 ist nur noch von einem „alten Wall“ die Rede. Ein Versuch einer Neubebauung scheiterte 1416, als der Hildesheimer Bischof Johann III. von Hoya mit Hilfe von Hildesheimer Bürgern den Bergfried „des neuen Schlosses“ Reden abbrechen ließ. Danach scheint der Platz geraume Zeit wüst gelegen zu haben.

## Beschreibung
Nach den Schriftquellen scheint die erste Burg mit zwei Türmen versehen worden zu sein und eine Ringmauer besessen zu haben. Beim Versuch eines erneuten Burgenbaus an gleicher Stelle zu Beginn des 15. Jahrhunderts scheint nur ein Turm fertig gestellt worden zu sein.
Die Gebäude des heutigen Rittergutes stammen größtenteils aus dem 19. Jahrhundert. Unter dem jetzigen Hauptgebäude sollen sich mächtige Keller nach Süden bis unter zwei weitere Gebäude ziehen. Das jetzige Herrenhaus besitzt die Gestalt eines zweigeschossigen, verputzten Fachwerkbaus aus der ersten Hälfte des 19. Jahrhunderts.
Im Gutspark sollen sich noch die Fundamente eines Turms von 8 m Durchmesser befinden, dessen Zugang, der sogenannte „Eiskeller“, vermauert ist.